# Luca Ferrara
Luca Ferrara (17 mei 2002) is een Belgisch voetballer die sinds 2023 onder contract ligt bij Swift Hesperange.

## Carrière

### RSC Anderlecht
Ferrara genoot zijn jeugdopleiding bij RSC Anderlecht, waar hij zich in 2012 aansloot. In december 2021 ondertekende hij er zijn eerste profcontract. Op 14 augustus 2022 maakte hij zijn profdebuut in het shirt van RSCA Futures, het beloftenelftal van Anderlecht dat vanaf het seizoen 2022/23 aantreedt in Eerste klasse B. Op de openingsspeeldag van het seizoen 2022/23 liet trainer Robin Veldman hem in de 80e minuut invallen tegen KMSK Deinze.
Na zes invalbeurten kreeg hij op de elfde competitiespeeldag zijn eerste basisplaats: in de 1-2-zege tegen Beerschot VA op 29 oktober 2022 liet trainer Guillaume Gillet hem starten, weliswaar als linksback. Onder Gillet, die op 24 oktober 2022 het roer van Robin Veldman had overgenomen nadat die op zijn beurt de interim-vervanger van Felice Mazzù was bij het eerste elftal, stond Ferrara acht speeldagen op rij in de basis. Na de winterstop moest Ferrara twee wedstrijden missen door een schorsing naar aanleiding van een fout die hij tegen Jong Genk beging op 2 december. Nadien kreeg hij nog één basisplaats, namelijk in het 2-2-gelijkspel tegen Lommel SK op de voorlaatste speeldag van de reguliere competitie. In de play-offs kwam Ferrara niet verder meer dan drie invalbeurten.

### Swift Hesperange
In juli 2023 maakte Ferrara de overstap naar de regerende Luxemburgse landskampioen Swift Hesperange.

## Clubstatistieken
| Seizoen         | Club             | Land               | Competitie      | Competitie | Competitie | Beker | Beker | Supercup | Supercup | Europees | Europees | Totaal | Totaal |
| Seizoen         | Club             | Land               | Competitie      | Wed.       | Dlp.       | Wed.  | Dlp.  | Wed.     | Dlp.     | Wed.     | Dlp.     | Wed.   | Dlp.   |
| --------------- | ---------------- | ------------------ | --------------- | ---------- | ---------- | ----- | ----- | -------- | -------- | -------- | -------- | ------ | ------ |
| 2022/23         | RSCA Futures     | Vlag van België    | Eerste klasse B | 18         | 0          | —     | —     | —        | —        | —        | —        | 18     | 0      |
| 2023/24         | Swift Hesperange | Vlag van Luxemburg | BGL Ligue       | 18         | 3          | 0     | 0     | 0        | 0        | 0        | 0        | 18     | 3      |
| Carrière totaal | Carrière totaal  | Carrière totaal    | Carrière totaal | 36         | 3          | 0     | 0     | 0        | 0        | 0        | 0        | 36     | 3      |

Bijgewerkt op 6 mei 2024.